# Umm Dżurajn
Umm Dżurajn (arab. أم جرين) – wieś w Syrii, w muhafazie Aleppo, w dystrykcie Dżabal Siman. W 2004 roku liczyła 203 mieszkańców.